# Русский отряд 9-й армии вермахта
Ру́сский отря́д 9-й а́рмии ве́рмахта — сформирован в августе-сентябре 1941 года в составе 9-й армии вермахта. Принимал участие в боевых действиях в районе Вязьма—Ржев—Зубцовка. Отряд состоял из русских эмигрантов.

## История формирования
Вскоре после нападения Германии на СССР 22 июня 1941 года, немцы столкнулись с нехваткой русскоязычных переводчиков. В первую очередь это было связано с пленением тысяч красноармейцев, а также с многочисленными случаями перехода военнослужащих РККА и гражданских лиц на сторону сотрудничества с немецкой армией. Штаб фронта издал приказ, разрешающий вербовать как вольнонаёмных служащих немецких подданных. Выполнявший функции главного переводчика в штабе командующего 9-й армии генерал-полковника Адольфа Штрауса, русский эмигрант Карцов Борис Николаевич (1897 г.р., Ярославская губерния) получил приказ вербовать своих соотечественников для службы в качестве переводчиков в штабе армии и штабах различных воинских частей.
Карцов отправился в Берлин, где до войны поддерживал связи с русской белоэмигрантской организацией, созданной в 1920—1922 годах. Организацию создал и возглавил бывший генерал В. В. Бискупский. Связавшись с Табарицким Владимиром Александровичем (заместителем Бискупского), Карцов смог завербовать 110 эмигрантов, бывших офицеров русской армии. В августе 1941 года они были направлены на восточный фронт и разделены по различным подразделениям 9-й армии вермахта.